# What grabs ya?
What grabs ya? is het tweede studioalbum van de Belgische rockband Triggerfinger. Het album werd uitgebracht op 25 februari 2008. Het album stond in totaal 40 weken in de Vlaamse Ultratop 200 albums. Er zijn twee singles uitgebracht: Soon (unplugged) en Is it.

## Opnamen
In 2007 kwam Excelsior Recordings uit bij Triggerfinger, in een zoektocht naar Belgische bands om de net opgerichte Belgische poot van het platenlabel te versterken. Het tekenen van de band ging niet zonder slag of stoot, maar uiteindelijk werd besloten dat het nieuwe album zou worden uitgegeven door Excelsior.
Op 25 februari 2008 werd het album tegelijkertijd op cd en lp uitgebracht. De plaat kreeg goede rencensies en er werden verwijzingen gemaakt naar Wolfmother en Led Zeppelin. Op de plaat stonden zeven nummers die Block zelf had geschreven, twee nummers in samenwerking met anderen en een cover van No teasin' around van Billy "The Kid" Emerson uit 1954. What grabs ya? stond in België bijna 40 weken in de Ultratop 100, waarbij het op 15 maart op de 11de plaats stond. In Nederland waren de cd-verkopen minder, maar mocht de band wel op Lowlands spelen.

## Singles en heruitgave
Op 1 september 2008 werd er een single uitgebracht van het nummer Soon, dat hiervoor speciaal in een unplugged jasje werd gestoken. Het lied belandde op het compilatiealbum De Afrekening 45 van het gelijknamige radioprogramma van Studio Brussel. Op 25 mei 2009 volgde de single Is it. Ook deze single belandde op De Afrekening en wel nummer 47. Op 11 juli 2009 werd What grabs ya? opnieuw uitgebracht met vier bonustracks. Dit waren de akoestische versie van Soon, de Bob Dylan-cover Father of night, een live-uitvoering van Scream en een remix van First taste. Een live-uitvoering van Father of night stond eerder op het livealbum Faders up. De heruitgave diende ter promotie voor de festivaltour van Triggerfinger dat jaar, waarbij zij onder andere Parkpop en Rock Werchter aandeden.

## Tracklist
| Nr. | Titel                  | Schrijver(s)                                              | Duur |
| --- | ---------------------- | --------------------------------------------------------- | ---- |
| 1.  | Short term memory love | Ruben Block                                               | 4:53 |
| 2.  | First taste            | Ruben Block                                               | 3:23 |
| 3.  | Soon                   | Ruben Block                                               | 4:05 |
| 4.  | Halfway town           | Ruben Block                                               | 4:39 |
| 5.  | Scream                 | Ruben Block, Walter Broes                                 | 5:36 |
| 6.  | Is it                  | Ruben Block                                               | 3:10 |
| 7.  | All my floating        | Paul de Borger, Jan Blieck, Gino Campenaerts, Ruben Block | 3:34 |
| 8.  | What grabs ya?         | Ruben Block                                               | 3:25 |
| 9.  | Lines                  | Ruben Block                                               | 7:44 |
| 10. | No teasin' around      | Billy "The Kid" Emerson                                   | 4:53 |

De Festival edition bevat vier bonustracks.
| Nr. | Titel               | Schrijver(s)              | Duur |
| --- | ------------------- | ------------------------- | ---- |
| 11. | Soon (unplugged)    | Ruben Block               | 4:41 |
| 12. | Father of night     | Bob Dylan                 | 5:25 |
| 13. | Scream (live)       | Ruben Block, Walter Broes | 5:51 |
| 14. | First taste (remix) | Ruben Block               | 5:16 |

## Credits

### Bezetting
- Ruben Block (zang, gitaar, elektronisch orgel)
- Paul Van Bruystegem (bas)
- Mario Goossens (drums, percussie)

### Productie
- Fred Kevorkian (mastering)
- Filip Goris (mix)
- Jo Francken (mix)

## Hitnoteringen

### Album
| Land                | Toppositie | Aantal weken |
| ------------------- | ---------- | ------------ |
| België (Vlaanderen) | 11         | 40           |

### Singles
| Titel | Land                | Toppositie | Aantal weken |
| ----- | ------------------- | ---------- | ------------ |
| Is it | België (Vlaanderen) | 19         | 3            |
| Soon  | België (Vlaanderen) | 21         | 4            |